# John Abram (Komponist, 1840)
John Abram (* 7. August 1840 in Margate, Kent, Vereinigtes Königreich Großbritannien und Irland; † 17. Januar 1918 in Hastings, Sussex, Vereinigtes Königreich Großbritannien und Irland) war ein britischer Organist, Musikpädagoge, Dirigent und Komponist.

## Leben
John Abrams Vater war James Abram aus Margate. Der Musiker Henry Abram (1842–1900) war sein Bruder. Er erhielt zunächst privaten Musikunterricht. Gegen Ende des Jahres 1861 wurde Abram als Organist der St. Peter’s Church in Chertsey examiniert und als Mitglied der Musical Society of London aufgenommen. Er studierte am New College in Oxford und wurde dort 1868 zum B. Mus graduiert und 1874 zum D. Mus promoviert. Im April 1864 wurde er Organist und Leiter des Kirchenchors an der Kirche St. John in Torquay. Von 1866 bis 1869 übte er an SS Peter and Paul in Wantage diese Funktionen aus. 1869 ging er nach St Leonhards-on-Sea in Sussex und war dort Organist an der St. Paul’s Church. Nach über zwanzig Jahren ging er an die Kirche All-Saints in Hastings.
John Abram organisierte und veranstaltete verschiedene Konzertreihen und Musikfestivals. 1869 gründete er die St Leonhards-on-Sea and Hastings Philharmonic Society und wurde ihr Dirigent. Als Leiter des Chores der St Paul’s Church führte er in den folgenden Jahren diverse Oratorien und Kantaten auf, so 1871 The Woman of Samaria von Sterndale Bennett und Elias, 1873 Jessonda. In Hastings veranstaltete er in den Sommern um die Jahrhundertwende mit dem Hastings Pier Orchestra Promenadenkonzerte, die von seinen Kindern mitgestaltet wurden.
John Abram war mit Ann Pierce (1836–1921) verheiratet. Die Pianistin Anne Grace Abram (1876–1954) und John Harold Abram waren ihre Kinder.

## Werke (Auswahl)

### Chorwerke
- A Chant Service for the Te deum. 1865 OCLC 497023742
- Jerusalem, the city of god, Kantate, 1868. Kompositionsaufgabe an der Music School in Oxford. I Ouvertüre II Tenorsolo III Rezitativ für Sopran und Chor IV Rezitativ und Air für Bass V Choral Blessed City, Heavenly Salem VI Chorus (Marsch und Doppelfuge) VII Choral (Oktett) We love the place o God VIII Duett für Sopran und Alt O pray for the peace of Jerusalem IX Chorus Lord upon Thy Church below peace, and fruit of love bestow  X Allelujah, Amen[11] Nach einer Aufführung 1868 in Oxford führte Abram das Werk 1870 mit der St Leonhards-on-Sea and Hastings Philharmonic Society in Hastings auf.[12]
- The widow of Nain. Oratorium, für Solostimmen, Chor und Orchester. OCLC 50089420 (Klavierauszug) publiziert bei publiziert bei Weekes, London 1874
- Christ is risen. Easter [Oster] – Anthem. 1897. Publiziert bei Strickland, 1897 OCLC 497023754
- The earth is the Lord’s. Harvest [Erntedank] – Anthem. Publiziert bei Strickland, 1897 OCLC 497023766
- Magnificat and Nunc Dimittis in D. Publiziert bei Strickland, London 1897 OCLC 497023814

### Orgelwerke
- Festival March zur Hymne Onward Christian Soldiers. Publiziert bei Novello Ewer, London/New York[Digitalisat 1]
- Festival March Nr. 2: Brightly gleams our Banner. 1899 OCLC 497023772

### Klavierwerke
- La Danse des Fées. Tarantella, 1866 OCLC 497023760
- Caprice alla Gigue op. 25, 1870 OCLC 497023736 OCLC 1114083377
- The March of the Tribes. 1880 OCLC 497023792

### Songs
- Granny’s Golden Wedding. Text: H. C. Shuttleworth. publiziert bei Weekes, London 1884 OCLC 497023783
- Hurrah for the Union! A Song for the Times. Publiziert bei Weekes, London 1886 OCLC 497023788
- Star Dreams. Text: T.K. Hervey. Publiziert bei Weekes, London 1886 OCLC 497024638
- The Love Watch. Text: E. Oxenford. publiziert bei Weekes, London 1890 OCLC 497023802
- The Old Minster. Text: F. Hoare. Publiziert bei Mathias & Strickland, 1894 OCLC 497024150
- Love’s Gift. Text: F. Hoare. Publiziert bei Mathias & Strickland, 1894 OCLC 497023807
- Mother’s Sailor Boy. Text: F. Hoare. Publiziert bei Mathias & Strickland, 1894 OCLC 497023822
- The Seabirds’ Message. Text: J. O’Marsden. Publiziert bei Mathias & Strickland, 1894 OCLC 497024633

## Digitalisate
1. ↑  Festival march als Digitalisat in der Sibley Music Library